# Rijksdaalder

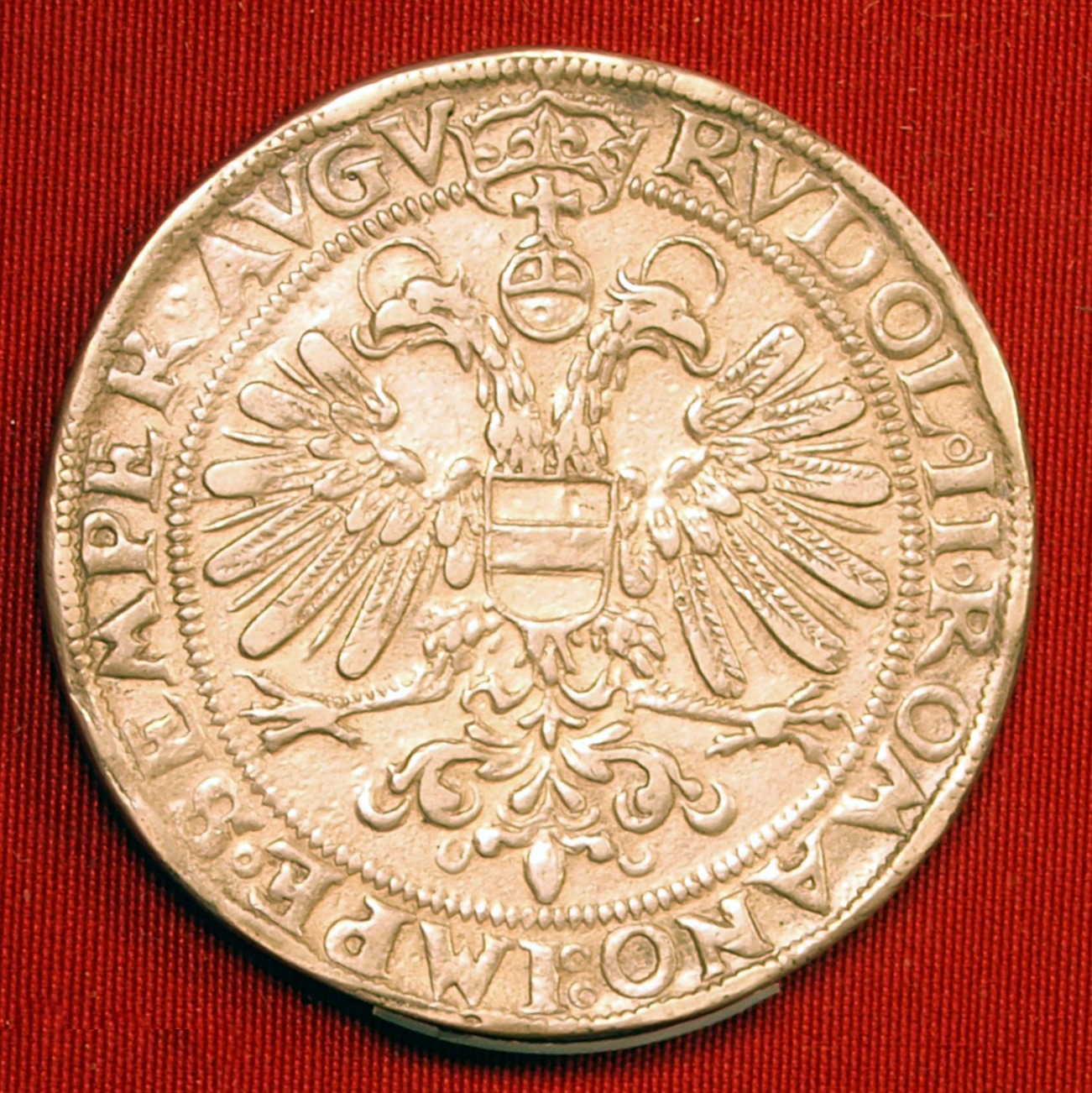
Groningse rijksdaalder uit 1602

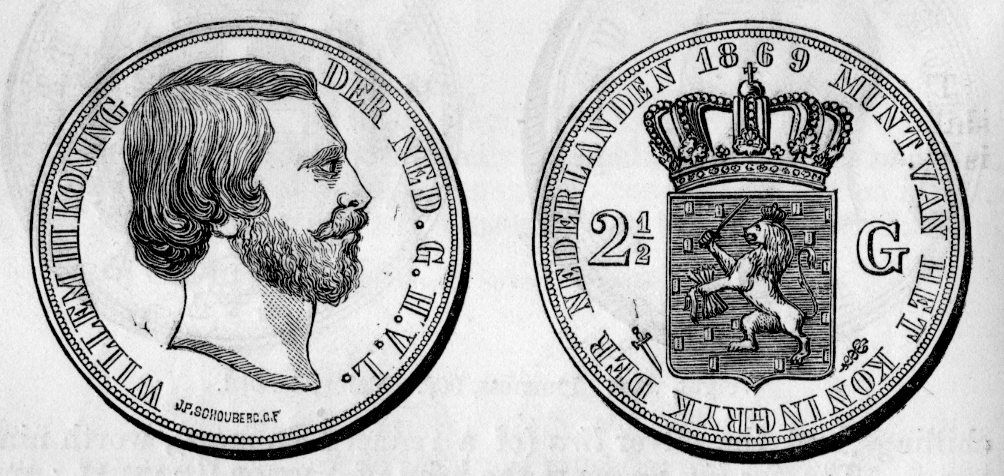
Voor en achterzijde rijksdaalder;
randschrift kopzijde: Willem III koning der ned. g.h.v.l. (groot hertog van luxemburg)
randschrift muntzijde: munt van het koningryk der nederlanden 1869.

De rijksdaalder is een munt die oorspronkelijk in het gehele Heilige Roomse Rijk was vastgesteld op een bepaald zilvergehalte, en die daardoor een soort vaste wisseleenheid vormde. In de noordelijke Nederlanden was de waarde vastgesteld op 50 stuivers. Later werd de naam in de Nederlanden ook gebruikt voor zilveren dukaten (met eveneens een waarde van 50 stuivers) en later (vanaf 1840) het muntstuk van 2½ Nederlandse gulden, in gebruik tot aan de invoering van de euro in 2002.
Van 1936 (afschaffing van het gouden tienguldenstuk als wettig betaalmiddel, en het speciale zilveren tientje buiten beschouwing houdend) tot de invoering van het vijfje als muntstuk in 1988 was de rijksdaalder de munt met de hoogste waarde.

## Geschiedenis
De rijksdaalder was van oorsprong een munt met een vastgesteld zilvergehalte, volgens de besluiten van de Rijksdag geslagen, en in het Duits een Reichsthaler genaamd en in het Engels "Rixdollar". Een rijksdaalder is dan ook letterlijk een daalder van het Rijk. In navolging van de Duitse Reichsthaler werden ten behoeve van de onderlinge handel door verschillende andere landen (Denemarken, Zweden, Nederland) rijksdaalders gemunt. De rijksdaalder vormde zo een standaard munteenheid waarmee men de verschillende regionale munteenheden kon vergelijken, en hij speelde een belangrijke rol in de handel met het Oosten en in de zeventiende eeuw binnen de eerste Nederlandse kolonies in Amerika. De Nederlandse rijksdaalder, vanaf 1659 opgevolgd door de zilveren dukaat, was gelijkgesteld aan 50 stuivers.
De Zeeuwse rijksdaalder was echter door de Staten van Zeeland vastgesteld op 51 en later 52 stuivers, en was zo tegen 1800 de enige rijksdaalder die zich nog in de omloop kon handhaven: de oorspronkelijke waarde van 50 stuivers maakte dat de intrinsieke waarde van de rijksdaalders van de overige gewesten groter werd dan de nominale waarde. Bij de invoering van de cent in 1816 kwam de rijksdaalder als munt te vervallen ten gunste van het drieguldenstuk. In 1840 werd dat drieguldenstuk alsnog vervangen door een muntstuk van twee en een halve gulden, dat om historische redenen weer 'rijksdaalder' werd genoemd. Op dat moment en daarna circuleerden overigens nog steeds grote hoeveelheden Zeeuwse rijksdaalders, tot ca. 30 procent van de totale geldomloop in Nederland. Het "kleinere broertje" de daalder (30 stuivers) is nooit heringevoerd.
De rijksdaalder was er ook nog een tijd lang als bankbiljet, zie Geschiedenis van de Nederlandse bankbiljetten. In de jaren zestig is het uit het Nederlandse betalingsverkeer verdwenen.

## Bijnamen
- Knaak: de naam is van onbekende oorsprong. Vermoedelijk is er verband met Rotwelsch (Duits Bargoens) Knök, Kneks (daalder), maar verder is de etymologie onbekend. Aanvankelijk werd deze benaming voor de rijksdaalder vermoedelijk in dieventaal gehanteerd en vervolgens ook daaruit overgenomen in de omgangstaal, voor een groot muntstuk. Afgeleid van 'knaak' is 'knaker', in de betekenis van portemonnee.
- Achterwiel: de rijksdaalder was het grootste muntstuk, zoals het achterwiel het grootste wiel aan de wagen was.
- Riks: kort voor Rijksdaalder; mogelijk afgeleid van het Franse woord Rixdale.

## Trivia
- Een knakenpoetser is een vrek of een duitendief.